# Goomeri
Goomeri is een plaats in de Australische deelstaat Queensland en telt 488 inwoners (2006).